# إيفان باريخو
إيفان باريخو (بالإسبانية: Ivan Parejo)‏ هو لاعب جمباز إسباني، ولد في 15 مارس 1987 في برشلونة في إسبانيا.

## وصلات خارجية
- إيفان باريخو على موقع الاتحاد الدولي للجمباز (licence) (الإنجليزية)
- إيفان باريخو على موقع الاتحاد الدولي للجمباز (biography) (الإنجليزية)